# روبنسون بيتا
روبنسون بيتا (بالإسبانية: Robinson Pitalúa) (3 سبتمبر 1964 – 22 سبتمبر 1985) هو ملاكم كولومبي راحل، مثّل بلاده في الألعاب الأولمبية الصيفية 1984.

## روابط خارجية
روبنسون بيتا على موقع بوكس ريك (الإنجليزية) (registration required)
- روبنسون بيتا على موقع أوليمبيديا (الإنجليزية)